# Isla Negra (Almería)

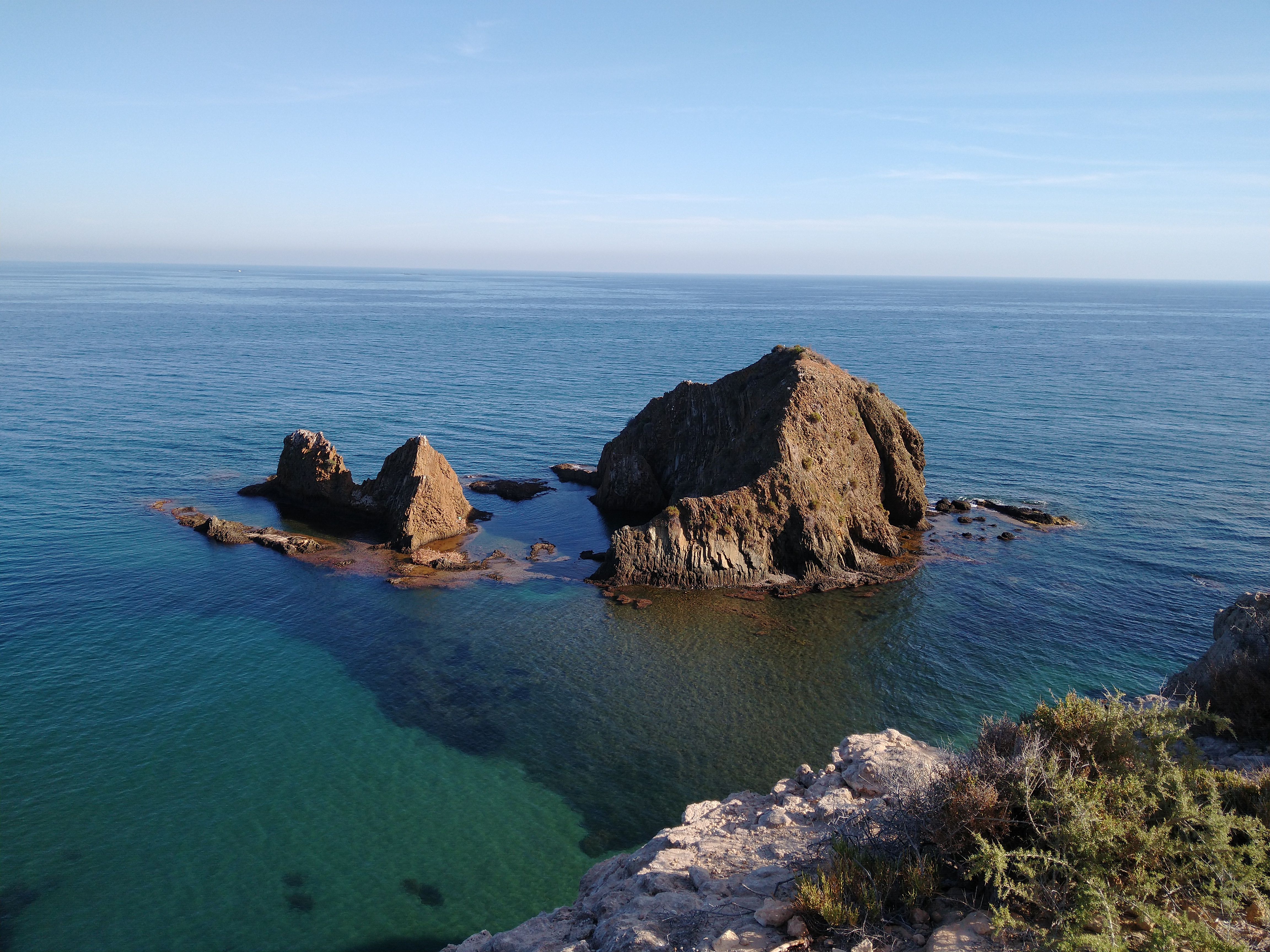
Het eiland Isla Negra vanaf de Spaanse kust.

Isla Negra is een Spaans eiland gelegen naast San Juan de los Terreros, in de provincie Almería en vormt samen met Isla de Terreros het Natuurmonument van Isla de Terreros en Isla Negra.